# Andreas von Bülow

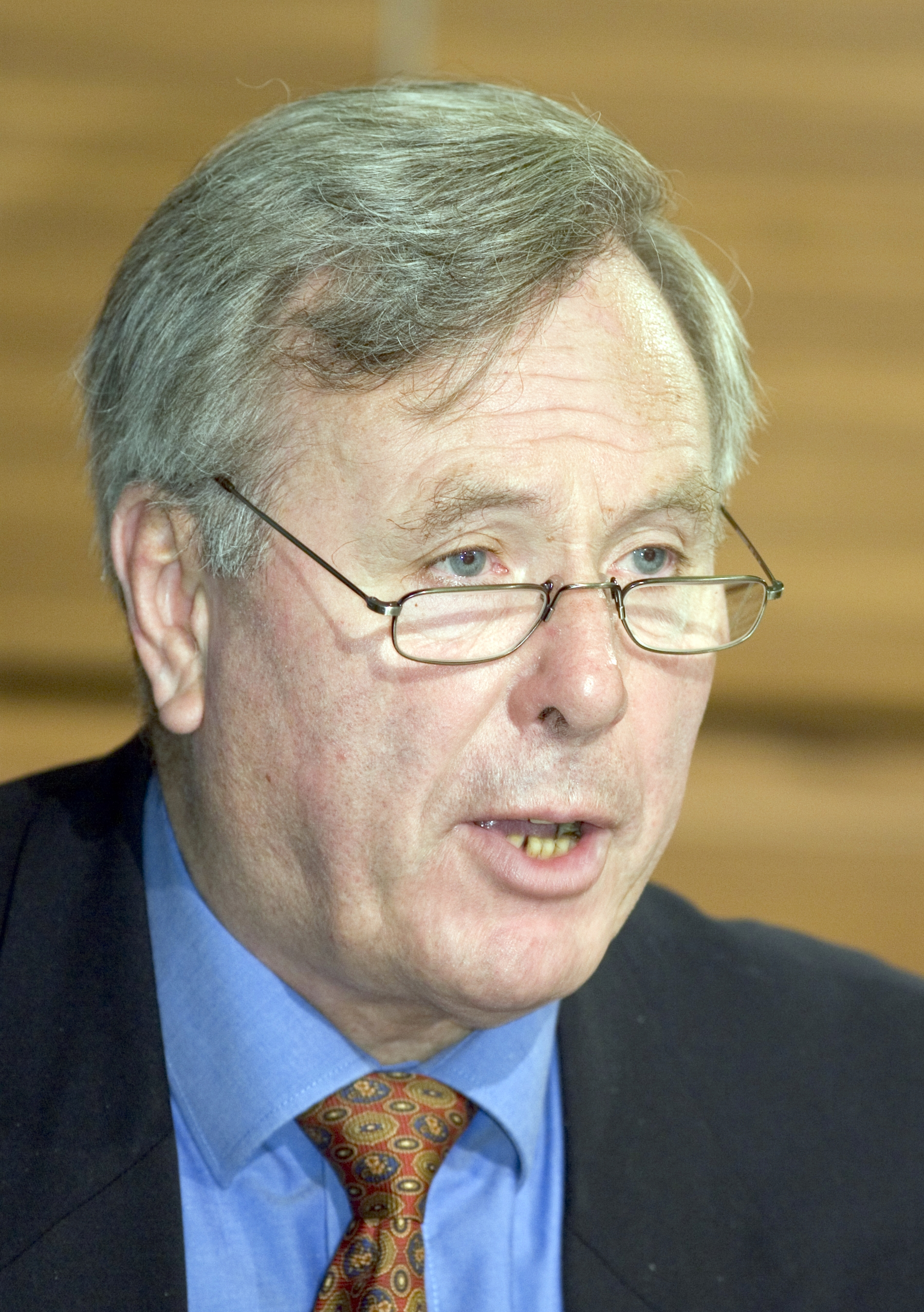
Andreas von Bülow (2005)

Andreas von Bülow (* 17. Juli 1937 in Dresden) ist ein ehemaliger deutscher Politiker (SPD) und Autor mehrerer politischer Sachbücher. Von 1976 bis 1980 war er Parlamentarischer Staatssekretär beim Bundesverteidigungsminister, bevor er im Kabinett Helmut Schmidt bis 1982 Bundesminister für Forschung und Technologie wurde. In seinen späteren Publikationen, insbesondere zu den Terroranschlägen am 11. September 2001, verbreitete er Verschwörungstheorien.

## Familie

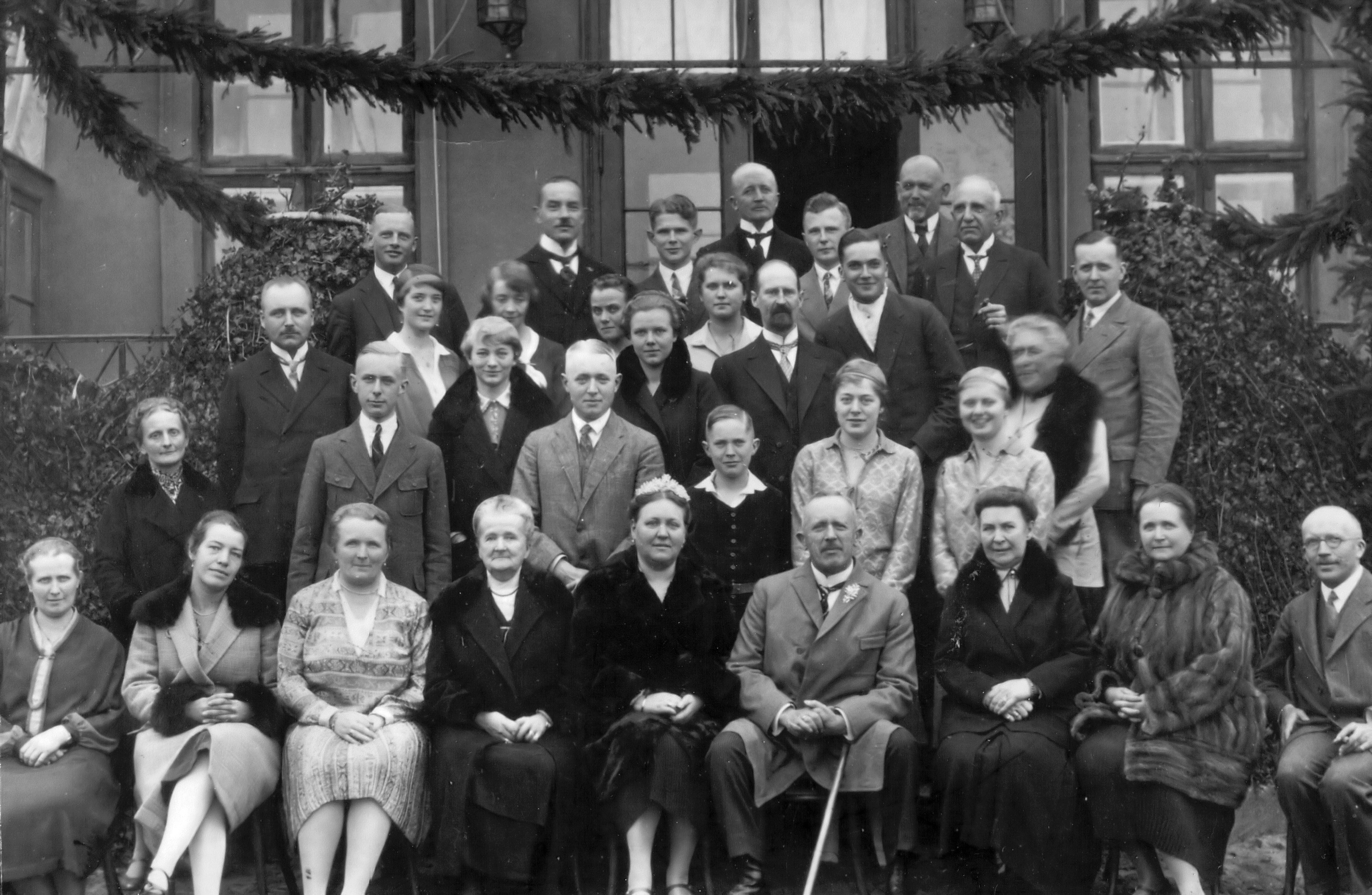
Familie von Bülow am 28. Oktober 1928 vor deren Gutshaus Rogeez

Andreas von Bülow entstammt dem mecklenburgischen Uradelsgeschlecht derer von Bülow. Sein Vater Georg-Ulrich von Bülow kam 1911 auf dem Bülowschen Familiengut Rogeez im Landkreis Mecklenburgische Seenplatte als Sohn des Otto von Bülow und dessen Ehefrau Auguste, geb. von Plessen (a. d. H. Dolgen), zur Welt und wurde Professor für Violoncello an der Musikhochschule Heidelberg. Seine 1901 geborene Mutter Susanne, geb. Haym, war die Tochter des Musikdirektors Professor Hans Haym. Andreas von Bülow ist verheiratet, hat vier Kinder und einen jüngeren Bruder. Seine Tochter Alice, genannt Lissi, trat 2020 als Kandidatin der SPD für das Amt der Oberbürgermeisterin in Bonn an, erreichte dabei jedoch nicht die Stichwahl.

## Leben und Beruf
Nach dem Abitur 1956 am Kurfürst-Friedrich-Gymnasium Heidelberg absolvierte Bülow ein Studium der Rechtswissenschaft in Heidelberg und München, welches er 1960 mit dem ersten Staatsexamen abschloss. Einen Studienaufenthalt verbrachte er in den USA. Im Jahre 1964 beendete er seine Berufsausbildung mit dem zweiten juristischen Staatsexamen. 1966 trat er in den höheren Verwaltungsdienst des Landes Baden-Württemberg ein und war hier in den Landratsämtern Heidelberg und Balingen sowie beim Regierungspräsidenten von Südwürttemberg-Hohenzollern tätig. 1969 erfolgte seine Promotion zum Doktor der Rechte an der Universität Heidelberg mit der Arbeit Die Überwachung der Erdgasindustrie durch die Federal Power Commission als Beispiel der Funktionen der unabhängigen Wirtschaftsüberwachungskommissionen der amerikanischen Bundesverwaltung.

## Politische Karriere

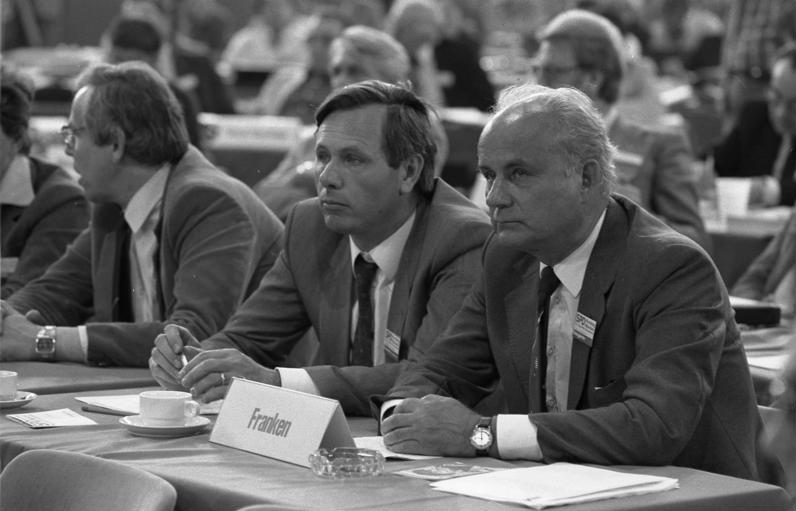
Andreas von Bülow (links) mit Hans Matthöfer am SPD-Parteitag in München, 1982

Seit 1960 ist Bülow Mitglied der SPD. Von 1968 bis 1975 war er Vorsitzender des SPD-Kreisverbandes Balingen. Von 1969 bis 1994 war Bülow Mitglied des Deutschen Bundestages. Zeitweise war er Mitglied der parlamentarischen Kontrollkommission der Nachrichtendienste. Von 1976 bis 1980 war Bülow Parlamentarischer Staatssekretär beim Bundesminister der Verteidigung und nahm im April 1978 an der Bilderberg-Konferenz in Princeton (USA) teil. Nach der Bundestagswahl 1980 wurde er dann am 6. November 1980 als Bundesminister für Forschung und Technologie in die von Bundeskanzler Helmut Schmidt geführte Bundesregierung berufen. Am 1. Oktober 1982 schied er nach der Wahl von Helmut Kohl zum Bundeskanzler aus der Bundesregierung aus.

## Tätigkeit als Autor
Seit seinem Ausscheiden aus dem Bundestag 1994 arbeitet Bülow als Autor mit dem Schwerpunkt Geheimdienste. Erfahrungen hierzu konnte er als Mitglied der parlamentarischen Kontrollkommission der Nachrichtendienste und 1992/1993 als SPD-Obmann im Schalck-Golodkowski-Untersuchungsausschuss sammeln. Nach eigener Aussage machte ihn dabei stutzig, dass in dem Untersuchungsausschuss zwar illegale Aktivitäten östlicher Nachrichtendienste diskutiert wurden, aber bei dem Verdacht illegaler Aktionen westlicher Dienste eine Mauer des Schweigens bestanden hätte. Dies regte ihn zu Recherchen zu verdeckten Operationen westlicher Dienste an, die er in seinem ersten Buch Im Namen des Staates veröffentlichte. Er stieß dabei nach eigener Aussage auf ein „erschreckendes Gemälde der systematischen operativen Verschränkung geheimdienstlicher, also staatlicher, Operationen mit der organisierten Kriminalität, dem Drogenhandel und dem Terrorismus“.

### Im Namen des Staates
In seinem ersten Buch Im Namen des Staates schreibt Bülow über den Einsatz krimineller Methoden im Rahmen sogenannter „schwarzer Operationen“ der Geheimdienste BND, Mossad und CIA. Vor allem zu letzterem stellte er zahlreiche Thesen auf, die vielfach im Zusammenhang mit bekannten Ereignissen wie dem mysteriösen Tod Uwe Barschels oder dem Attentat auf Johannes Paul II. stehen. Im Fall Barschel beschreibt er beispielsweise detailliert dessen angebliche Ermordung durch Geheimdienste. Zur Geiselnahme von Teheran behauptet er, das Team um den späteren Präsidenten Ronald Reagan habe zur Verzögerung der Freilassung der Geiseln beigetragen, um Reagan zum Sieg bei der Präsidentenwahl gegen den amtierenden Präsidenten Jimmy Carter zu verhelfen (October-Surprise-Theorie). Das Buch erhielt bei seinem Erscheinen gute Kritiken, war recht erfolgreich und erreichte als Taschenbuch zwölf Auflagen. Der Spiegel nannte es im Jahr 1999 eine „eingehend dokumentierte, bissige Kritik an den Machenschaften der CIA und anderer West-Dienste.“ In einem Artikel von 2003 zu Bülows Buch über den 11. September 2001 fiel das Urteil des Spiegels über dessen erstes Buch dann deutlich kritischer aus: Es behandele „angebliche dunkle Geschäfte der Dienste mit Rauschgiftbaronen und Terroristen“, sei „Schmöker-Stoff auf James-Bond-Niveau“ und bereits ebenso „abstrus“ wie seine Publikationen zum 11. September. In der Rezension der FAZ werden gut begründete Inhalte von zu weit reichenden Vermutungen unterschieden, die in verschwörungstheoretische Vorstellungen von der Steuerung ganzer Staaten münden. Eine Ursache sieht der Rezensent in der begrenzten Literaturauswahl des Autors, von denen The Nation und das Covert Action Information Bulletin besonders erwähnt werden.

### Die CIA und der 11. September. Internationaler Terror und die Rolle der Geheimdienste
Das zweite Buch Die CIA und der 11. September. Internationaler Terror und die Rolle der Geheimdienste aus dem Jahr 2003, das mittlerweile in der 7. Auflage erschien, behandelt die Terroranschläge am 11. September 2001. Es beschäftigt sich damit, welche Rolle amerikanische Regierungsbehörden, insbesondere die CIA, bei deren Zustandekommen und der späteren Aufklärung gespielt haben könnten.
Bülow stellt hierzu zahlreiche Fragen und führt Indizien an, die nach seiner Auffassung die offizielle Darstellung der Anschläge in Zweifel ziehen. Insbesondere die Tatsache, dass nach dem 11. September kein reguläres Verfahren eingeleitet wurde, wie dies sonst bei jedem Verbrechen üblich ist, sondern unmittelbar danach die Schuldigen präsentiert wurden, ist für ihn ein Indiz, dass Fakten über die Hintergründe der Anschläge zurückgehalten oder verfälscht wurden.
Hinter den Anschlägen stecke in Wirklichkeit der US-amerikanische Geheimdienst CIA und der israelische Mossad, denn diese hätten den größten Nutzen aus den Folgeereignissen gezogen (Cui bono). Der Mossad habe vorab von Anschlägen gewusst, aber nur Israelis gewarnt. Daher sei nur ein einziger israelischer Staatsbürger, der zufällig einen der Türme besuchte, unter den knapp 3000 Opfern der Terroranschläge. Auch dass der Eigentümer der Zwillingstürme Larry Silverstein angeblich erheblich von der Zerstörung der Gebäude profitiert hätte, führt Bülow als Indiz auf. Er deutet sogar an, der Mossad sei der eigentliche Urheber der Terroranschläge gewesen, denn al-Qaida sei von ihm unterwandert und insgeheim gesteuert worden. Wie viele der zunächst 300 vermissten Israelis sich unter den über 15.000 Personen befanden, die sich aus den WTC-Gebäuden retten konnten, gibt Bülow jedoch nicht an.
Bülow gab zahlreiche Interviews zu seinem Buch, darunter dem Magazin konkret, der MLPD-Wochenzeitung Rote Fahne, dem Tagesspiegel und dem ZDF. Das größte Echo rief ein Auftritt bei Sandra Maischberger am 9. September 2003 hervor. Maischberger kritisierte Bülow darin stark, dass er sich zu großen Teilen auf Zeitungsberichte und Internetquellen berufe. Ihr Hauptkritikpunkt war, dass er zwar behaupte, die Attentäter lebten und seien schon interviewt worden, er aber nicht versucht habe, selbst mit ihnen Kontakt aufzunehmen. Bülow erwiderte darauf, dass er hierzu nicht die Kapazitäten hätte.
Einige von Bülows Thesen stimmen mit bekannten Verschwörungstheorien zum 11. September 2001 überein. Er wurde daher mehrfach als Verschwörungstheoretiker bezeichnet; insbesondere warf man ihm vor, sich vielfach auf unzuverlässige Quellen berufen und selbst wenig recherchiert zu haben.
Auch die arabischsprachige Ausgabe des Buches sorgte für Kontroversen. So kritisierte Khalil al Haidar in der kuwaitischen Zeitung Al-Watan am 21. Mai 2006 das Buch heftig. Einer der dortigen Kritikpunkte war allerdings die falsche Behauptung auf dem Klappentext der arabischsprachigen Ausgabe, Bülow sei „Chef der Geheimdienste in der deutschen Regierung“ gewesen.

## Weitere Tätigkeiten
Anfang 2021 trat von Bülow auf einem Kongress des verschwörungstheoretischen Kopp Verlags auf. Der Titel seines Vortrags lautete: „Die Impfagenda des Bill Gates und sein Einfluss auf die WHO und die Pharmaindustrie“. Es stelle sich die Frage, ob Gates Corona nutze, „um einen totalitären Gesundheitsstaat aufzubauen“. Auf einer Kongressankündigung des Verlags wurde von Bülow so zitiert, dass Gates bereits „seit Jahren“ in Afrika und Asien „heimlich mit Massenimpfungen“ experimentiere.

## Ehrungen
- 1983: Großes Verdienstkreuz der Bundesrepublik Deutschland

## Veröffentlichungen
- Das Bülow-Papier. Strategie vertrauenschaffender Sicherheits-Strukturen in Europa. Wege zur Sicherheits-Partnerschaft. Eichborn, Frankfurt am Main 1985, ISBN 3-8218-1050-5.
- Die eingebildete Unterlegenheit. Das Kräfteverhältnis West-Ost, wie es wirklich ist (= Beck’sche schwarze Reihe, Band 297). Mit einer Kontroverse zwischen Hans Rühle und Andreas von Bülow. C. H. Beck, München 1985, ISBN 3-406-30774-4.
- Im Namen des Staates. CIA, BND und die kriminellen Machenschaften der Geheimdienste. Piper, München u. a. 1998, ISBN 3-492-04050-0.
- Die CIA und der 11. September. Internationaler Terror und die Rolle der Geheimdienste. Piper, München u. a. 2003, ISBN 3-492-04545-6.
- DVD: Die Lügen um 9/11. Schild-Verlag, Elbingen 2009, und Kai Homilius Verlag, Werder an der Havel 2009, ISBN 978-3-89706-204-7.
- Die deutschen Katastrophen 1914 bis 1918 und 1933 bis 1945 im Großen Spiel der Mächte. 1. Auflage. Kopp-Verlag, 2014, ISBN 978-3-86445-169-0.